# 下山吉光
下山 吉光（しもやま よしみつ、1976年5月6日 - ）は、日本の男性声優、ナレーター。神奈川県横浜市出身。フリー。

## 略歴
小さい頃から声優に憧れているわけではなくそういう職業があることも無知だったという。アニメは人並みにしか観ておらず、芝居も全く経験なく興味もなかったという。
小さい頃から体操、水泳、合唱、英語など習い事は色々していたが、どれも中途半端で特技になるわけも無く、ただごくごく平凡に生きてきた子供だったという。
教科書を音読するのは好きで、漠然と「アナウンサーとかになれたらいいな〜」と思っていたという。高校生の時にOVA『銀河英雄伝説』を観て初めて職業としての声優を知り、意識した。『バーバパパ世界をまわる』パイロット版のロリータ役がデビュー作。同作品が後にシリーズ化された際にも同役で出演し、初レギュラー作品となる。
1997年4月から2012年1月30日まで81プロデュースに所属していた。現在はフリーで活動。

## 人物
声種はバリトン。
ムックル役で出演した『うたわれるもの』に関して、インターネットラジオ番組『うたわれるものらじお』第12回、小山力也と大原さやかのトークの中で名前が出ず、「背の高い彼」と呼ばれたことから、いじられキャラとして人気が上昇した。
kikubonにて『銀河英雄伝説』の朗読を本伝・外伝共に一人で行い総朗読時間7956分となり、原作者である田中芳樹の公認も得ている。現在は『アルスラーン戦記』をはじめ田中芳樹の作品の朗読を多く担当している。2017年にキャストをリニューアルして展開された『銀河英雄伝説 Die Neue These 邂逅』では劇中ナレーションを担当している。
旅行、家系ラーメンが好きである。
3人兄弟の真ん中。母は音楽教師でコーラスグループに参加していた。父は映画好きでその影響でジャッキー・チェンのカンフーもの、第二次大戦ものの映画はよく観せられていたという。一番好きだった映画は『スパルタンX』。声優になる前に親に相談していたところ両親の祖父母、両親たちも好きなことをやって生きてきたことから大賛成されており、下山曰く「皆自由人」だったという。妻は声優の新井里美。

## 出演
太字はメインキャラクター。

### テレビアニメ
2000年
- グラビテーション（男性記者、男C）
- 最遊記シリーズ（2000年 - 2003年、坊主、村人） - 2シリーズ

2001年
- だぁ!だぁ!だぁ!（坊主、洗濯屋、人々）
- 探偵少年カゲマン（2001年 - 2002年、先生〈男〉、サル、探偵B、ガードマン、悪人 他）
- パラッパラッパー（お化け、三日月）
- とっとこハム太郎（キューちゃん、フクスケ 他）

2002年
- 朝霧の巫女（男子生徒）
- サイボーグ009 THE CYBORG SOLDIER（分析官）
- デュエル・マスターズ（2002年 - 2018年、とりまきA、猿山剛志、ヤカンマン、ノリー・ザ・ジョニー 他） - 3シリーズ
- NARUTO -ナルト-（2002年 - 2016年、トビオの父、うちはイナビ） - 2シリーズ
- ポケットモンスター アドバンスジェネレーション（2002年 - 2004年、好青年、作業員、トレーナーB）
- ポケットモンスター サイドストーリー（2002年 - 2003年、村人、不良少年、警備員）
- 陸上防衛隊まおちゃん（教師A）
- ロックマンエグゼ（2002年 - 2006年、ガッツマン、ウェイター、職員B、グラビティマン、シャイニングマン、黒服A） - 5シリーズ
- わがまま☆フェアリー ミルモでポン!（2002年 - 2004年、ゴンタ、男子生徒、学生、ゾーダ、合体カード、トプル 他） - 3シリーズ

2003年
- アソボット戦記五九（デモーナ）
- おもいっきり科学アドベンチャー そーなんだ!（野良猫リーダー、バビー 他）
- カスミン（舟A）
- コロッケ!（バンカーB）
- 住めば都のコスモス荘 すっとこ大戦ドッコイダー（タケムッチョ）
- D.C. 〜ダ・カーポ〜（恐怖の編集男）
- トキ この地球（ほし）の未来を見つめて（トキ、猟師、子分A、魚屋）

2004年
- アークエとガッチンポー（タケシの先生 他）
- 今日からマ王!（兵士 他）
- 魁!!クロマティ高校（ワルA）
- ゾイドフューザーズ（ジャッキー）
- 鉄人28号（作業員D）
- 花右京メイド隊 La Verite（学者）
- マシュマロ通信（黒服）
- まぶらほ（給仕長）
- モンキーターン（選手）

2005年
- アークエとガッチンポーてんこもり（タケシの先生 他）
- うえきの法則（足立担当の神候補、森の父）
- ガンパレード・オーケストラ（サンタ）
- 戦国英雄伝説 新釈 眞田十勇士 The Animation
- メジャー シリーズ（2005年 - 2009年、草野秀明、唐沢、海堂高校の教頭） - 3シリーズ
- MÄR-メルヘヴン-（ドロボウ）
- 雪の女王（アマンダの子分）

2006年
- うたわれるもの（森の主、ムックル、ウゥハムタム）
- きらりん☆レボリューション（2006年 - 2008年、店長、司会者、プロデューサー、警察官）
- 銀魂（2006年 - 2018年、ムーさん、山田、鳥羽、小次郎っぽい司会者、でにいす店長 他） - 2シリーズ
- ぷるるんっ!しずくちゃん（ゴーストさん）
- 味楽る!ミミカ（リンリン〈父〉）

2007年
- 風の少女エミリー（ツイード、ハドソン）
- D.Gray-man（ファインダーA）
- 東京魔人學園剣風帖 龖（嵯峨野麗司、堤通、キャメロン） - 2シリーズ
- BACCANO! -バッカーノ!-（ヴィクター・タルボット）

2008年
- ゴルゴ13（監守）
- スケアクロウマン（楽団B）

2009年
- 黒執事（ウエスト）
- FAIRY TAIL（2009年 - 2024年、アルザック・コネル、ゴールドマイン、ボラ、キャンサー、ウォークライ 他） - 4シリーズ

2010年
- ケシカスくん（水のり、ヤギ）
- サザエさん（神戸、弟子2）

2011年
- カードファイト!! ヴァンガード（キックのシュウ）
- バクマン。シリーズ（2011年 - 2013年、小河直人） - 2シリーズ
- ゆるゆり（あかりの父）

2012年
- 戦国コレクション（若頭）

2013年
- トリコ（ルルブー）

2014年
- ガンダムさん（カイさん、ハヤトさん、フラナガンさん）
- さばげぶっ!（住職、パイロット）
- 残響のテロル（河合）
- シドニアの騎士（サマリ班操縦士）
- スペース☆ダンディ（用務員）
- 世界征服〜謀略のズヴィズダー〜（爺）
- 鬼灯の冷徹（2014年 - 2018年、妖怪朧車 / 糸瓜、瘟鬼父） - 3シリーズ
- ナノ・インベーダーズ（ボス）

2015年
- うたわれるもの 偽りの仮面（2015年 - 2016年、ムックル、ゼグニ）
- パンパカパンツ シリーズ（2015年 - 2017年、おとうさん） - 3シリーズ
- 干物妹!うまるちゃん（司会）
- ローリング☆ガールズ（徴税人、吉備野）
- ログ・ホライズン2（マーバンジン、バグリス）

2016年
- CHEATING CRAFT（空母試験官）

2017年
- 龍の歯医者
- ヘボット!（ハッカネズミ）
- メイドインアビス（探窟家）

2018年
- 剣王朝（王太虚）
- ポプテピピック（勇者〈第2話Bパート〉） - 顔出し出演あり
- オーバーロード シリーズ（2018年 - 2022年、アンペティフ・コッコドール） - 2シリーズ
- 3月のライオン（小見川）
- 銀河英雄伝説 Die Neue These 邂逅（ナレーション）
- 宇宙戦艦ティラミス（チビ〈宇宙チワワ〉大型犬、オペレーターA）
- ひそねとまそたん（落語、飯干）
- BANANA FISH（エヴァンスタイン）
- 悪偶 -天才人形-（マネーシャーロック）
- レイトン ミステリー探偵社 〜カトリーのナゾトキファイル〜（ネロ・エッグビーター）

2019年
- スター☆トゥインクルプリキュア（2019年 - 2020年、ノットレイ、ノットリガー、編集ノットレイ、アイワーンノットリガー、春吉ノットレイ 他）
- RobiHachi（火星人店員、サクラ）
- ヴィンランド・サガ（ハーフダン）
- 真・中華一番!（2019年 - 2021年、チョウユ、ナレーション） - 2シリーズ

2020年
- 虚構推理（落武者、河童、当主、医師、牛のあやかし 他）
- はてな☆イリュージョン（桔梗院昌義）
- アニ×パラ〜あなたのヒーローは誰ですか〜（中居彦一）
- おりがみにんじゃ コーヤン＠きんてれ（ラブリン）
- ゾイドワイルド ZERO（高官）
- 文豪とアルケミスト 〜審判ノ歯車〜（大殿）

2021年
- EX-ARM エクスアーム（鰐淵哲緒）
- 王様ランキング（2021年 - 2023年、デスハー） - 2シリーズ

2022年
- 境界戦機（キリル・ジルコフ）
- てっぺんっ!!!!!!!!!!!!!!!（藤一郎）
- うたわれるもの 二人の白皇（ムックル）
- WASIMO（でんきゅう市長）

2023年
- デキる猫は今日も憂鬱（成田常務）

2024年
- メタリックルージュ（ロイ・ユングハルト、幻影の声）
- 魔王の俺が奴隷エルフを嫁にしたんだが、どう愛でればいい?（雇われ魔術師）

2025年
- 機動戦士Gundam GQuuuuuuX（ラゴウチ） - 2025年に劇場先行版が公開
- 真・侍伝 YAIBA（金棒博士）
- 追放者食堂へようこそ!（ポルボ）

### 劇場アニメ
2001年
- 劇場版 とっとこハム太郎 ハムハムランド大冒険（ハム四郎先生）

2002年
- 劇場版 とっとこハム太郎 ハムハムハムージャ! 幻のプリンセス（タネウリ）
- ミニモニ。THE（じゃ）ムービー お菓子な大冒険!（ビスケット兵）

2003年
- 劇場版 とっとこハム太郎 ハムハムグランプリン オーロラ谷の奇跡 リボンちゃん危機一髪!（ドクハム）

2004年
- 劇場版 とっとこハム太郎 はむはむぱらだいちゅ! ハム太郎とふしぎのオニの絵本塔（すっしーず）

2005年
- 劇場版デュエル・マスターズ 闇の城の魔龍凰（ニュースアナ）

2009年
- 劇場版 NARUTO -ナルト- 疾風伝 火の意志を継ぐ者（壱）

2012年
- 劇場版 FAIRY TAIL 鳳凰の巫女（アルザック・コネル）

2014年
- えいがパンパカパンツ バナナン王国の秘宝（おとうさん、ヒッポン）

2015年
- 劇場版 シドニアの騎士（操縦士）

2017年
- 映画 妖怪ウォッチ シャドウサイド 鬼王の復活（鬼まろリーダー）

2019年
- 劇場版総集編【後編】メイドインアビス 放浪する黄昏（探窟家）
- 映画 スター☆トゥインクルプリキュア 星のうたに想いをこめて（ノットレイ）

2020年
- メイドインアビス 深き魂の黎明（祈手）
- 映画 プリキュアミラクルリープ みんなとの不思議な1日（小モンスター）

2021年
- シン・エヴァンゲリオン劇場版𝄇

### OVA
2004年
- とっとこハム太郎 ハムちゃんずのめざせ! ハムハム金メダル 〜はしれ! はしれ! だいさくせん!〜（ドクハム）

2007年
- 真救世主伝説 北斗の拳 ユリア伝（トビー）

2008年
- やなせたかしメルヘン劇場 ガンバリルおじさんとぎんいろまん（オオワシ）

2009年
- OVA うたわれるもの（ノポン、ムックル）

2011年
- 聖闘士星矢 THE LOST CANVAS 冥王神話（ツバキ）
- FAIRY TAIL 〜ようこそ フェアリーヒルズ!!〜（アルザック・コネル）
- FAIRY TAIL 〜妖精学園 ヤンキー君とヤンキーちゃん〜（アルザック・コネル）

2012年
- この男子、人魚ひろいました。（洲の父、葬儀屋）

2013年
- FAIRY TAIL × RAVE（レイゼンビー）

2015年
- ワンパンマン（ヤミ金魚） - コミックス第10巻アニメDVD同梱版

2019年
- 銀河英雄伝説 Die Neue These（2019年 - 2022年、ナレーション、ガティ中尉） - 2シリーズ

### Webアニメ
- ニンジャスレイヤー フロムアニメイシヨン（2015年、ミュルミドン）
- ニンジャボックス（2019年、メシガワラさん[36]、店長、ホルゾウ）
- ざしきわらしのタタミちゃん（2020年、イケメンたち[37]）
- スター・ウォーズ：ビジョンズ
  - 村の花嫁（2021年、イズマ[38]）
- Shenmue the Animation（2022年、チャイ）

### ゲーム
2002年
- 神機世界エヴォルシア（Infantrymen）
- ユーディーのアトリエ 〜グラムナートの錬金術士〜

2003年
- ロックマンエグゼ トランスミッション（ガッツマン、グラビティマン）

2004年
- 犬夜叉 〜呪詛の仮面〜
- コロッケ! バン王の危機を救え（デミグラス）
- ベルセルク 千年帝国の鷹篇 聖魔戦記の章（ビショップ）

2005年
- イリスのアトリエ エターナルマナ2（執政官テオドール）

2006年
- うたわれるもの 散りゆく者への子守唄（ムックル、ノポン）
- 戦国BASARA2 / 英雄外伝（2006年 - 2007年） - 2作品
- 地球防衛軍3（兵士）
- 天外魔境 ZIRIA〜遥かなるジパング〜

2009年
- ボーダーブレイク（ベテラン）
- アサシン クリード II（ヴィエリ・デ・パッツィ 他）

2010年
- FAIRY TAIL PORTABLE GUILD（ボラ）

2011年
- AQUAPAZZA（ムックル）
- ブラック★ロックシューター THE GAME（カーリー）

2012年
- FAIRY TAIL ゼレフ覚醒（アルザック・コネル）

2013年
- スーパーロボット大戦UX（ホウジョウ軍兵士）
- ティアーズ・トゥ・ティアラII 覇王の末裔（ウァレンティヌス）

2014年
- 機動戦士ガンダム外伝 ミッシングリンク（エドワード・リー）
- JUDAS CODE（カシット・パプスク）
- 第3次スーパーロボット大戦Z 時獄篇

2015年
- うたわれるもの 偽りの仮面（ムックル、ゼグニ）

2016年
- うたわれるもの 二人の白皇（ムックル）
- SDガンダム GGENERATION（2016年 - 2025年、エドワード・リー、ジュウゾー・オハラ） - 3作品

2017年
- 真・女神転生 DEEP STRANGE JOURNEY

2018年
- ファイティングEXレイヤー（ジャック）
- うたわれるもの斬 / 2（2018年 - 2021年、ゼグニ） - 2作品

2019年
- 北斗の拳 LEGENDS ReVIVE（2019年 - 2021年、マダラ、でかいババア）
- ラングリッサー モバイル（霧風、エグベルト）

2021年
- バディミッション BOND（タンバ）
- ドラゴンクエストX いばらの巫女と滅びの神 オンライン（魔祖メゼ）

2022年
- 信長の野望・新生（毛利元就）

2023年
- ガールフレンド（仮）（2023年 - 2024年、悪漆黒紳士、悪姉御）
- テミラーナ国の強運姫と悲運騎士団（カリム・オルステット・アーリア）
- 信長の野望 出陣（毛利元就）

2024年
- マツリカの炯-kEi- 天命胤異伝（アゲド）
- 護縁（ミノウ）

2025年
- プロミス・マスコットエージェンシー（オガワミノル、ママさん）
- モンスターストライク（ラゴウチ）

### ドラマCD
- うたわれるもの オリジナルドラマ 〜トゥスクルの内乱〜（ムックル）
- うたわれるもの オリジナルドラマ 〜トゥスクルの財宝〜（ムックル）
- はっぴょう会〜劇あそび〜てぶくろ
- ドラマCD Weiß kreuz Glühen 〜Fight Fire With Fire〜（アナウンサー）

### デジタルコミック
- CARNELIAN BLOOD（2020年、アロイス[50]、医者の先生、従者、エリアスの友人、モブ〈男〉）

### 吹き替え

#### 映画
- エグザム（ブラウン）
- X-MEN※テレビ放映版
- 火山高（生徒）
- カンガルー・ジャック
- ザ・ダイバー（SP）
- サーティーン あの頃欲しかった愛のこと
- スモーキング・ハイ
- チルファクター
- TEKKEN -鉄拳-（マーシャル・ロウ、吉光）
- ドクター・ドリトル（穴熊）※テレビ版
- 裸のマハ（フェルナンド）
- 復讐捜査線（ミルロイ）
- ブラック・ダイヤモンド
- ベティ・サイズモア（犯人）
- ボーン・アイデンティティー（コム）※DVD・ビデオ版
- メン・イン・ブラック3（ルナマックスの看守）
- レイダース/失われたアーク《聖櫃》 ※WOWOW版
- レッド・ドーン（ロバート・キットナー〈ジョシュ・ハッチャーソン〉）
- ローン・レンジャー（フランク〈ハリー・トレッダウェイ〉）
- ロボシャーク vs. ネイビーシールズ（ビル・グレイツ）
- ワイルド・トランスポーター 悪女の罠

#### テレビドラマ
- FBI: 特別捜査班
- 刑事ヴァランダー2 白夜の戦慄
- コンバット・ホスピタル 戦場救命（ボビー・トラン大尉）
- ザ・パシフィック
- ジェイミーのラブリー・ダイニング
- スタートレック:エンタープライズ（男性クルー）
- スタートレック:ディープ・スペース・ナイン（シックス）
- 24 -TWENTY_FOUR-
- パワーレンジャーシリーズ
  - パワーレンジャー・ターボ（ブルーコマンダー、ブレジネーター、ジュニア、ダークスペクターの使者）
  - パワーレンジャー・イン・スペース（ブルーコマンダー、ゴールドレンジャー）
- プライミーバル（トム）
- プリズン・ブレイク（チャールズ・“ヘイワイヤー”・パトシック）
- ボードウォーク・エンパイア 欲望の街（セブソ）
- ローマ警察殺人課アウレリオ・ゼン 3つの事件

#### アニメ
- おっはよー!アンクル・グランパ（ウエストポーチ[51]）
- スター・ウォーズ/クローン・ウォーズ (テレビアニメ)（オチュア）
- スター・ウォーズ: ビジョンズ（イズマ）
- バットマン:ブレイブ&ボールド（ブリキ、クロックキング、ブレイン）
- バーバパパ世界をまわる（ロリータ）
- パワーパフガールズ（第2作）（シリコ）
- 百妖譜（温の旦那）
- ランゴ（ジェディディア）
- 凹凸世界（2019年、レイド[52]）

### 特撮
- スーパー戦隊シリーズ
  - 特捜戦隊デカレンジャー（2004年、ビース星人ビーリングの声）
  - 獣拳戦隊ゲキレンジャー（2007年、五毒拳・臨獣センチピード拳カデムの声）
  - 侍戦隊シンケンジャー（2009年、アヤカシ・ハチョウチンの声）
  - 海賊戦隊ゴーカイジャー（2011年、下士官スゴーミンの声）
- 仮面ライダーシリーズ
  - 仮面ライダーキバ（2008年、トータスファンガイアの声）
  - 仮面ライダー×仮面ライダー オーズ&ダブル feat.スカル MOVIE大戦CORE（2010年、プテラノドンヤミー♂の声）
- シン・ゴジラ（2016年、声の出演）[53]

### テレビ番組
- あの歌がきこえる
- ひとりでできるもん! 第5シリーズ（2000年4月 - 2002年3月、ビショックの声）
- ザ・ノンフィクション（フジテレビ）
  - 「人殺しの息子と呼ばれて」前編（2017年10月15日）・後編（2017年10月22日）
- グロースの翼（BSテレビ東京） - ナレーション

### オーディオブック
- 芥川龍之介
  - 藪の中（朗読（一人語り））
- アマサワトキオ
  - サンギータ（朗読（一人語り））
- 有栖川有栖
  - 月光ゲーム Yの悲劇'88（朗読（一人語り））
  - 孤島パズル（朗読（箸本のぞみと共同））
- 石川宗生
  - 吉田同名（朗読（一人語り））
- 市川憂人
  - ジェリーフィッシュは凍らない（〈マリア＆漣〉シリーズ）（朗読（浅井晴美と共同））
  - ブルーローズは眠らない（〈マリア＆漣〉シリーズ）（朗読（浅井晴美と共同））
- 乾石智子
  - オーリエラントの魔道師シリーズ 1〜3巻（朗読（兼高美雪（1・2巻）、浅井晴美（3巻）と共同））※2021年4月時点
- 伊吹亜門
  - 監獄舎の殺人（朗読（一人語り））
- 栗本薫
  - グイン・サーガ 1〜7巻（朗読（浅井晴美と共同））※2021年4月時点
- 小前亮
  - 姜維伝 諸葛孔明の遺志を継ぐ者（朗読（一人語り））
  - 西郷隆盛 上巻・下巻（朗読（一人語り））
  - 真田十勇士 全3巻（本多正信、大久保彦左衛門、南条）
  - 三国志 1〜7巻（朗読（一人語り））※2021年4月時点
- 今野敏
  - 潜入捜査 1〜4巻（朗読（一人語り））※2021年4月時点
- 齊藤飛鳥
  - 屍実盛（朗読（一人語り））
- 笹本祐一
  - 星のダンスを見においで 全2巻（朗読（いけながあいみと共同））
- 高千穂遙
  - クラッシャージョウ 1巻 連帯惑星ピザンの危機（朗読（浅井晴美と共同。主要キャラも他キャスト有り））
- 田中芳樹
  - アルスラーン戦記 全16巻+外伝1巻（朗読（一人語り））
  - いつの日か、ふたたび（朗読（一人語り））
  - ヴィクトリア朝怪奇冒険譚シリーズ 全3巻（朗読（浅井晴美と共同））
  - 岳飛伝 1〜2巻（原作：劉潔『説岳全伝』）（朗読（一人語り））※2021年4月時点
  - 海嘯（朗読（一人語り））
  - 風よ、万里を翔けよ（朗読（いけながあいみと共同））
  - 銀河英雄伝説 全10巻+外伝5巻（朗読（一人語り））
    - 銀河英雄伝説 ユリアンのイゼルローン日記 アニメ声優出演版（捕虜の男、民間人）
    - 銀河英雄伝説 ダゴン星域会戦記 オリジナルキャスト版（オズヴァルト・ミュンツァー）

  - 懸賞金稼ぎ（朗読（一人語り））
  - 纐纈城綺譚（朗読（一人語り））
  - 白い顔（朗読（一人語り））
  - 白い断頭台（朗読（一人語り））
  - 深紅の寒流（朗読（一人語り））
  - 新・水滸後伝 上・下巻（朗読（一人語り））
  - 戦場の夜想曲（朗読（一人語り））
  - 創竜伝 1〜14巻（朗読（一人語り））※2021年4月時点
  - トワイライト・シティ -黄昏都市-（朗読（一人語り））
  - 七都市物語（朗読（一人語り））
  - 品種改良（朗読（一人語り））
  - 銀環計画 -プロジェクト・シルバーリング-（朗読（一人語り））
  - ブルースカイ･ドリーム（朗読（一人語り））
  - 奔流（朗読（一人語り））
  - マヴァール年代記 1〜2巻（朗読（浅井晴美と共同））※2021年4月時点
  - 緑の草原に……（朗読（一人語り））
  - 蘭陵王（朗読（一人語り））
  - 流星航路（朗読（一人語り））
- 酉島伝法
  - 皆勤の徒（朗読（池澤春菜と共同））
- 葉室麟
  - 刀伊入寇 藤原隆家の闘い（朗読（一人語り））
- 久永実木彦
  - 七十四秒の旋律と孤独（朗読（浅井晴美と共同））
- 福田和代
  - 〈バー・スクウェア〉シリーズ 全2巻（朗読（一人語り））
- 宮内悠介
  - 盤上の夜（朗読（兼高美雪と共同））
- 宮澤伊織
  - 神々の歩法（朗読（阿澄佳奈と共同））
  - 草原のサンタ・ムエルテ（朗読（阿澄佳奈と共同））
- 宮西建礼
  - 銀河風帆走（朗読（一人語り））
- 森鷗外
  - 舞姫（朗読（一人語り））
- 八島游舷
  - 天駆せよ法勝寺（朗読（浅井晴美と共同））

### その他コンテンツ
- たのしいマクドナルド（グリマスの声）

### シリーズ一覧
1. ↑  『幻想魔伝 最遊記』（2000年）、『最遊記RELOAD』（2003年）
2. ↑  【デュエル・マスターズ（2002年版）】

『デュエル・マスターズ』（2002年 - 2003年）、『デュエル・マスターズ チャージ』（2004年 - 2005年）

【デュエル・マスターズ（2017年版）】

第1期（2017年 - 2018年）
3. ↑  第1期（2002年 - 2007年）、第2期『疾風伝』（2009年 - 2016年）
4. ↑  第1シリーズ（2002年 - 2003年）、第2シリーズ『AXESS』（2003年 - 2004年）、第3シリーズ『Stream』（2004年 - 2005年）、第4シリーズ『BEAST』（2005年）、第5シリーズ『BEAST+』（2006年）
5. ↑  第2シリーズ（2005年 - 2006年）、第3シリーズ（2007年）、第5シリーズ（2009年）
6. ↑  第1期（2006年 - 2009年）第4期『銀魂.』（2018年）
7. ↑  第1期（2007年）、第2期『第弐幕』（2007年）
8. ↑  第1期（2009年 - 2013年）、第2期（2014年 - 2016年）、第3期（2018年 - 2019年）、続編『100年クエスト』（2024年）
9. ↑  第2期（2011年）、第3期（2013年）
10. ↑  第壱期（2014年）、第弐期（2017年）、第弐期その弐（2018年）
11. ↑  第一作『おNEW!』（2015年）、第二作『WおNEW!』（2016年）、第三作『おNEWさん』（2017年）
12. ↑  第2期『II』（2018年）、第4期『IV』（2022年）
13. ↑  第1期（2021年 - 2022年）、第2期『勇気の宝箱』（2023年）
14. ↑  『GENESIS』（2016年）、『CROSSRAYS』（2019年）、『ETERNAL』（2025年）

### 初出話一覧
1. ↑  第1期 第1話初出
2. ↑  第2期 第21話初出
3. ↑  第2期 第41話初出
4. ↑  第9話初出
5. ↑  第5話初出
6. ↑  第10話初出
7. ↑  第2話初出
8. 1 2  第1話初出
9. ↑  第8話初出